# Johnny Albertsen
Johnny Albertsen (født 13. august 1977) er en tidligere dansk alpinskiløber, løbskarrieren blev indstillet i løbet af 2010.
Han deltog for Danmark ved vinter-OL 2010 og fik en 40. plads i Super-G som bedste placering.